# 斯泰倫博斯大學

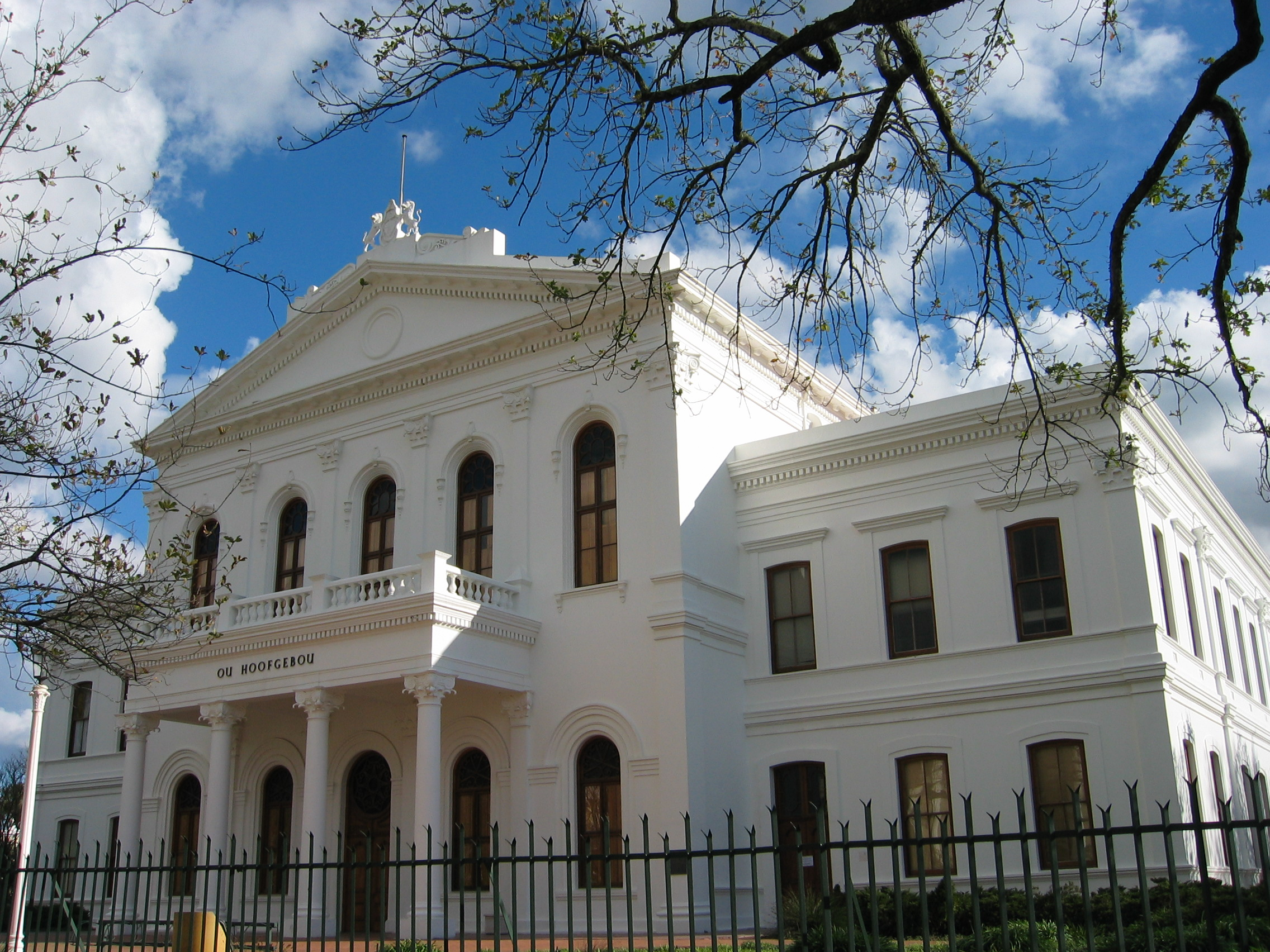
大學行政樓

斯泰倫博斯大學是位於南非西開普省的一家頂尖公立研究型大學。鄰近大學有開普敦大學和西開普大學。

## 外部連結
- Stellenbosch University official site （页面存档备份，存于）

33°55′48.27″S 18°51′53.01″E / 33.9300750°S 18.8647250°E